# Anavinemina
Anavinemina là một chi bướm đêm thuộc họ Geometridae.